# Mimegralla binghami
Mimegralla binghami är en tvåvingeart som först beskrevs av Günther Enderlein 1922.  Mimegralla binghami ingår i släktet Mimegralla och familjen skridflugor.
Artens utbredningsområde är Sikkim. Inga underarter finns listade i Catalogue of Life.